# Dolphin Telecom
Dolphin Telecom war ein deutsches Telekommunikationsunternehmen, das im März 1999 durch Umbenennung aus der sogenannten RegioKom-Gruppe hervorging. Diese hatte kurz zuvor durch den Zukauf der Netzbetreiber Quickfunk GmbH und Chekker ProRegio Bündelfunk GmbH & Co. Deutschland KG (vormals im Besitz der Deutschen Telekom/T-Mobil) die Betreiber analoger Bündelfunknetze in Deutschland in ein Unternehmen zusammengeführt. Die Netze von RegioKom, Quickfunk und Checker wurden unter der Marke Chekker zusammengefasst. Ein weiteres Projekt war der Aufbau eines digitalen Bündelfunknetzes nach dem TETRA-Standard in einer strategischen Allianz mit Motorola.
Ende Juli 2001 musste die Dolphin Telecom (Deutschland) GmbH wegen drohender Zahlungsunfähigkeit ein Insolvenzverfahren beantragen, das Chekker-Netz wurde jedoch weiterbetrieben. Nachdem die Investorengruppe Inquam aber im Oktober 2005 alle weiteren Zahlungen einstellte, musste Dolphin Telecom den Geschäftsbetrieb aufgeben. Teile des Chekker-Netzes wurden verkauft und werden nun von anderen Unternehmen weiterbetrieben.
Noch im April 2007 war auf der Website von Dolphin Telecom der seit Anfang 2006 dort veröffentlichte Hinweis des Insolvenzverwalters Hans-Gerd Jauch zu finden.
Im August 2007 startete ein neues Unternehmen mit dem Namen Dolphin Telecom GmbH in Köln, das zuvor von dem Insolvenzverwalter in England alle Namens- und Domainrechte gekauft hatte. Diese neue Dolphin Telecom GmbH hatte mit dem ehemaligen Bündelfunkanbieter Dolphin Telecom (Deutschland) GmbH, der im Jahr 2001 Insolvenz anmelden und 2005 den Geschäftsbetrieb einstellen musste, nichts zu tun. Die neue Dolphin Telecom hatte keinerlei rechtlichen oder wirtschaftlichen Bezug zur „alten Konkurs-Dolphin“.
Am 26. August 2007 veröffentlichte das Unternehmen drei Pressemitteilungen, in denen ein neuer Service angekündigt wurde. Mit dem Dienst Dolphin bot die Dolphin Telecom allen Mobilfunkkunden die Möglichkeit, mittels einer auf dem Handy installierten Software Anrufe zu teuren Gesprächszielen an ihrem jeweiligen Provider vorbei und zu günstigeren Konditionen zu führen. Die kostenlose Software basierte auf einer europaweit patentierten Technologie und funktionierte vollautomatisch ohne sonstige Veränderungen auf allen Smartphones mit Symbian oder Windows Mobile. Darüber hinaus stand eine einfachere Version für Java-basierte Mobiltelefone zur Verfügung. Als Möglichkeiten für den Rufaufbau wurden die Verfahren Durchwahl (Call Through) und Rückruf (Call Back) genutzt.
Die mobile App Dolphin ging auf ein Patent aus dem Jahr 1997 eines deutschen Erfinders zurück und betrifft eine Wählautomatik für Endgeräte der elektronischen Informations- und/oder Datenübermittlung, die selbständig eine Auswahl der zu nutzenden Netze trifft und über das vorteilhafteste Netz eine Verbindung herstellt und deren Auswahlparameter zwischen den unterschiedlichen Netzen laufend angepasst werden können.
Das neue Unternehmen musste Ende 2008 ebenfalls Insolvenz anmelden.